# Denmark Open 1956
Die Denmark Open 1956 im Badminton fanden in Kopenhagen statt.

## Finalergebnisse
| Disziplin    | Sieger                                 | Finalist                        | Ergebnis          |
| ------------ | -------------------------------------- | ------------------------------- | ----------------- |
| Herreneinzel | Finn Kobberø                           | Palle Granlund                  | 15–2, 15–7        |
| Dameneinzel  | Aase Schiøtt Jacobsen                  | Tonny Ahm                       | 11–8, 0–11, 11–7  |
| Herrendoppel | Jørgen Hammergaard Hansen Finn Kobberø | John Nygaard Poul-Erik Nielsen  | 7–15, 15–8, 17–14 |
| Damendoppel  | Anni Jørgensen Kirsten Thorndahl       | Aase Schiøtt Jacobsen Tonny Ahm | 15–2, 15–6        |
| Mixed        | Jørn Skaarup Anni Jørgensen            | Finn Kobberø Inge Birgit Hansen | 9–15, 15–7, 15–7  |